# Myopus schisticolor
Myopus schisticolor је врста глодара из породице хрчкова (лат. Cricetidae).

## Распрострањење
Врста има станиште у Кини, Монголији, Норвешкој, Русији, Финској и Шведској.

## Станиште
Врста Myopus schisticolor има станиште на копну.

## Угроженост
Ова врста није угрожена, и наведена је као последња брига јер има широко распрострањење.

### Популациони тренд
Популациони тренд је за ову врсту непознат.